# Shiny Doshi
Shiny Doshi là một nữ diễn viên, người mẫu Ấn Độ. Cô nổi tiếng bởi vai diễn Kusum Vyas trong bộ phim Saraswatichandra.

## Giải thưởng
| Năm  | Lễ trao giải         | Hạng mục        | Phim                     | Ghi chú   |
| ---- | -------------------- | --------------- | ------------------------ | --------- |
| 2014 | Star Parivaar Awards | Favourite Behen | Định mệnh                | Đề cử     |
| 2015 | Zee Rishtey Awards   | Favourite Bahu  | Sarojini - Ek Nayi Pehal | Đoạt giải |
| 2015 | Zee Rishtey Awards   | Favourite Jodi  | Sarojini - Ek Nayi Pehal | Đề cử     |